# Achille d'Estampes de Valençay
Achille d'Estampes de Valençay (Tours, 5 luglio 1593 – Roma, 27 giugno 1646) è stato un cardinale francese.

## Biografia
Nacque a Tours il 5 luglio 1593.
Papa Urbano VIII lo elevò al rango di cardinale nel concistoro del 13 luglio 1643, ma lo pubblicò in quello successivo, il 14 dicembre successivo.
Morì il 27 giugno 1646, poco prima di compiere 53 anni.